# Calophyllum savannarum
Calophyllum savannarum är en tvåhjärtbladig växtart som beskrevs av Albert Charles Smith. Calophyllum savannarum ingår i släktet Calophyllum och familjen Calophyllaceae. Inga underarter finns listade i Catalogue of Life.